# 昆仑群岛
8°41′35″N 106°36′34″E / 8.69306°N 106.60944°E
崑島群島（越南语：／），又称昆仑群岛（越南语：／），是越南东南部的一個群島，在行政區劃上屬於胡志明市崑島特區管辖。

## 名稱
崑島在廣南國和阮朝時期稱作“崑崙群島”，法國殖民者稱作康道爾群島（法語：Îles Poulo-Condore）。二戰後，越南共和國稱作“崑山群島”，1975年越南統一後，統稱為崑島，群島主島依然稱作崑山島。

## 地理
崑島群島共由16个岛屿组成，距头顿市185公里，距胡志明市230公里，总面积75.15平方公里，人口约5000人。其主岛为昆仑岛，昆仑岛上有昆仑机场。

## 歷史
昆仑群岛原为真腊领土，后于17世纪时期被割让给了越南。1702年，不列颠东印度公司在昆仑岛建立了一个殖民据点，但三年之后英国殖民长官被谋杀，殖民机构陷入瘫痪。其余殖民者旋即被越南人赶走了。
在广南阮主和西山朝的内战中，阮福映为了寻求法国帮助，曾答应将昆仑群岛割让给法国。但后来因为法国没有实质提供援助，阮福映便拒绝践行这个诺言。
昆仑群岛在法属印度支那时期是著名的政治犯流放地。其主岛昆仑岛上建有著名的昆仑岛监狱，被人称为“虎笼”。不少越共领导人曾被流放至此。

## 環境
昆仑群岛上保留有不少濒危物种，其中包括玳瑁、綠蠵龜、儒艮。该群岛有海草、红树林、珊瑚礁等生态系统。1984年，被开辟为昆仑岛国家公园。